# Reticulophragmium
Reticulophragmoides es un género de foraminífero bentónico de la subfamilia Alveolophragmiinae, de la familia Cyclamminidae, de la superfamilia Loftusioidea, del suborden Loftusiina y del orden Loftusiida. Su especie tipo es Nonion jarvisi. Su rango cronoestratigráfico abarca desde el Paleoceno hasta el Eoceno.

## Discusión
Clasificaciones previas incluían Reticulophragmoides en la familia Haplophragmoididae de la superfamilia Lituoloidea, así como en el suborden Textulariina del orden Textulariida o en el orden Lituolida.

## Clasificación
Reticulophragmoides incluye a la siguiente especie:
- Reticulophragmoides jarvisi †